# Коровий Враг
Коровий Враг (Коровий ручей, Коровий брод, овраг Бутырьев) — ручей в Московской области и Москве, левый приток (или исток) Лихоборки, частично сохранился в открытом русле.

## История
На берегу ручья были деревни Коровино (Коровий Враг) и Фуниково. Название ручья связано с названием деревни. «Враг» — распространённый в московской топонимике вариант слова «овраг».

## Описание
Начинается восточнее бывшей деревни Заболотье на территории Северного района Москвы, протекает по Долгопрудненской водно-ледниковой ложбине. Далее пересекает Савёловское направление МЖД, уходя в Московскую область. Там протекает в восточной части Хлебниковского лесопарка, проходя через крупный пруд с заболоченными берегами, где обитает крупная колония озёрных чаек, гнездятся утки, камышницы, лысухи. Вновь входит в Москву, пересекая МКАД, протекает через пруд у платформы Марк. Далее в основном заключён в подземный коллектор, течёт вдоль Карельского бульвара и между Ижорским проездом и Клязьминской улицей. Есть участок в открытом русле длиной 400 м севернее Вагоноремонтной улицы между двумя прудами. Ширина в этом месте 2—3 метра. Другие открытые участки — ниже Коровинского шоссе (длиной 340 м) и перед устьем (125 м).
Длина реки составляет 5,9 км, из которых 3,9 км ручей протекает внутри МКАД.
По разным версиям, Лихоборка начинается от слияния двух истоков — Коровьего Врага и Бусинки, либо Бусинка и Лихоборка — это одна река, а Коровий Враг является её притоком.